# Oligoclada calverti
Oligoclada calverti is een libellensoort uit de familie van de korenbouten (Libellulidae), onderorde echte libellen (Anisoptera).
De wetenschappelijke naam Oligoclada calverti is voor het eerst geldig gepubliceerd in 1951 door Santos.